# Gourguen Ier Arçrouni
Pour l’article homonyme, voir Gourgen Arçrouni.
Gourguen Ier Arçrouni ou Artsrouni (en arménien Գուրգեն Ա Արծրունի ; mort en 896 ou en 897) est un prince arménien de la maison des Arçrouni ayant été prince de Mardpétakan ou de Mardastan, son fief personnel, de 850 à sa mort, prince de Vaspourakan de 855 à 857 pendant l'absence de ses souverains légitimes, puis prince d'Andzévatsik par mariage, de 867 à sa mort. Il est surnommé « le fils d'Aboubeldj » pour éviter la confusion avec un contemporain homonyme, frère d'Achot Ier Arçrouni, prince de Vaspourakan.
Il est le fils aîné d'Aboubeldj, prince Arçrouni appartenant à une branche cadette, qui aurait été tué par Hamazasp II Arçrouni, et d'une sœur de Kourdik Mamikonian, naxarar et seigneur du Bagrévand. Il a pour frère cadet Mouschel Arçrouni, père de Grigor Arçrouni.

## Contexte
Depuis la fin du VIIe siècle, l'Arménie est une province sous domination arabe, dirigée par un ostikan (« gouverneur ») arabe représentant le Calife omeyyade puis abbasside, et est un champ de bataille entre celui-ci et l'Empire byzantin jusqu'au début du IXe siècle. Afin de renforcer leur autorité, ces ostikans implantent dans les diverses contrées arméniennes des émirs ; le Vaspourakan, province historique arménienne où sont situés les domaines des Arçrouni, n'échappe pas à la règle. Cette famille profite cependant des volontés d'autonomie des émirs locaux et de l'opposition qu'elles créent avec le gouverneur pour progressivement étendre son autorité dans la province.

## Biographie
La fin de la première moitié du IXe siècle est marquée en Arménie par un glissement du pays et de sa noblesse vers Byzance. En 850, le Calife al-Mutawakkil décide de reprendre en main l'Arménie et confie la direction des opérations à l'émir de Manazkert, mais celui-ci est défait par Achot Arçrouni, qui est alors qualifié de prince (ichkan). Ce dernier vient ensuite à la rescousse de son oncle Bagrat et remporte une nouvelle victoire. Le Calife remet en 851 le commandement à son lieutenant Yousouf, qui essaie de capturer Achot par ruse ; ce qui ne marche pas avec le neveu fonctionne avec l'oncle : Bagrat est fait prisonnier et exilé à Samarra. Changeant une nouvelle fois de commandant, le Calife envoie alors le Turc Bougha, qui assiège Achot dans une de ses forteresses (Nkan) : ce dernier est trahi par deux de ses vassaux, et est capturé et exilé à Samarra avec son fils Grigor-Dérénik et son frère Gourguen.
Un cadet de la famille Arçrouni, Gourguen fils d'Aboubeldj, échappe au piège de Bougha et se retire chez son oncle Kourdik Mamikonian, dans le Bagrévand, mais Bougha entre dans le Bagrévand et s'empare de Grigor Mamikonian, le fils de Kourdik, aussi Gourguen  se réfugie  à Sper, à proximité de la frontière byzantine. La région byzantine limitrophe de Sper était également voisine du pays de Malatia, dirigé par un émir musulman, et de la région de Téphrikè, tenue par les Pauliciens. L'émir de Malatya et les Pauliciens étaient en guerre contre Byzance, et Galabar Ichkanik, seigneur de Sper, décida d'en profiter pour attaquer les Byzantins à revers et occuper plusieurs territoires grecs. Il est aidé dans ce dessein par Gourguen Arçrouni, qui venait de se réfugier à Sper, et prend la forteresse d'Aramaniak, près de Baïbourt. Un détachement arabe envoyé par Bougha attaque alors Sper, et est repoussé au terme de combats au cours desquels Gourguen s'est distingué. Les Byzantins, constatant sa vaillance, lui offrirent « grâces et honneurs », mais Gourguen les refuse, tout en négociant la paix entre Byzance et Sper, évitant à ce dernier d'être pris entre deux feux. 
Il revient ensuite dans le Vaspourakan et prend la tête des insurgés contre les Arabes, défait un détachement envoyé par Bougha, qui se résigne à le reconnaître prince du Vaspourakan. Il doit cependant faire face à un frère d'Achot Arçrouni, Grigor Arçrouni, qui s'était réfugié à Byzance et revenait à la tête de troupes géorgiennes, et les deux cousins doivent se partager le Vaspourakan, mais Grégoire meurt peu après. Peu de temps après, Grigor-Dérénik Arçrouni, le fils d'Achot, est libéré par les Arabes et revient au pays. Après une entrevue, Gourguen évite l'affrontement et se rend à Byzance, où l'empereur Michel III lui promet la dignité consulaire. En chemin, il est capturé à Karin par Achot Bagratouni qui est contraint de le remettre à l'émir de Tiflis. Il parvient à s'échapper, revient au Vaspourakan pour disputer le trône à Grigor-Dérénik, qui le capture et le jette en prison à Hadamakert. 
En 862, Achot V Bagratouni est nommé prince des princes d'Arménie. Afin d'affaiblir son plus puissant vassal, le prince de Vaspourakan Grigor-Dérénik, il oblige ce dernier à libérer Gourguen Arçrouni et à lui restituer son fief de Mardastan. Peu après, il emprisonne Grigor-Dérénik et occupe la Vaspourakan, mais Gourguen, malgré son hostilité envers la branche aînée des Arçrouni, n'accepte pas l'annexion et s'empare de la principauté du Taron appartenant aux Bagratouni. À la tête d'une armée, il attaque Achot Bagratouni et le défait à Noragioul, dans le Rechtounik. Achot Bagratouni est alors obligé de renoncer à ses ambitions, libère Grigor-Dérénik, lui rend le Vaspourakan et lui donne sa fille Sophie en mariage. 
Maître de la plus grande partie du Taron et du Rechtounik, il profite de la mort de Michel, prince d'Andzévatsik, pour épouser sa veuve, Hélène, et prend le contrôle de cette principauté. En 867, il est devenu alors le seigneur le plus puissant de l’Arménie méridionale.
En 868, Achot Ier Arçrouni revient d'exil et son fils Grigor-Dérénik lui rend la principauté de Vaspourakan. Achot veut ramener à l'obéissance Gourguen, qu'il considère comme un vassal en révolte et lui déclare la guerre. Le fils d'Aboubeldj, secondé par son neveu Grigor, repousse les attaques successives, mais Grigor-Dérénik demande et obtient l'aide de son beau-père, qui assiège Kangovar, la principale forteresse de Gourguen, sans parvenir à la prendre, et le prince de Vaspourakan est contraint de négocier la paix. Cependant, dans les années qui suivent, Gourguen perd le Taron qui retourne à ses souverains légitimes.
Achot Arçrouni meurt en 874, puis Grigor-Dérénik en 886, laissant trois jeunes enfants, sous la régence de Gagik Aboumravan Arçrouni, lequel tente d'évincer les trois frères pour s'emparer du Vaspourakan. En 895, Achot-Sargis, l'aîné, se rapproche d'Afchin, émir d'Azerbaïdjan, et reprend le pouvoir, mais l'alliance déplaît au roi Smbat Ier d'Arménie. Pour le châtier, le roi fait appel au régent Gagik Aboumravan et à Gourguen, qui s'empressent d'attaquer les jeunes princes. À la veille de la bataille décisive, Gagik Aboumravan quitte la coalition pour rejoindre Achot-Sargis, et Gourguen doit se retirer dans l'Andzévatsik. Gourguen continue à guerroyer contre ses voisins, lorsqu'il meurt d'une chute de cheval.

## Descendance
De son épouse Hélène, veuve de Mouschel, prince d'Andzévatsik, Gourguen Arçrouni a eu un fils, Adam, prince d'Andzévatsik de 896/7 à 938.